# Marcus Naevius Felix
Marcus Naevius Felix war ein antiker römischer Toreut (Metallbearbeiter), der in der zweiten Hälfte des 1. Jahrhunderts in Kampanien tätig war.
Marcus Naevius Felix ist heute nur noch aufgrund eines Signaturstempels auf einer Bronzekasserolle bekannt. Diese wurde in Pompeji gefunden. Heute befindet sich das Stück im Archäologischen Nationalmuseum in Neapel. Neben Marcus Naevius Felix sind weitere Vertreter der Gens Naevius als Toreuten bekannt: Marcus Naevius Cerialis, Naevius Sabinus, Lucius Lucius Naevius, Letzterer mit dem Cognomen Naevius. Hinzu kommen die drei Brüder Lucius Naevius Eleuther, Narcissus und Thesmus sowie deren früherer Besitzer Lucius Naevius Helenus, die als vascularii (Hersteller von Bronzegefäßen) tätig waren, wenn auch nicht in Kampanien, sondern in Rom.

## Einzelbelege
1. ↑  Inventarnummer ?; Richard Petrovszky: Studien zu römischen Bronzegefäßen mit Meisterstempeln. Leidorf, Buch am Erlbach 1993, S. 276, Nr. N.03.01.

| Personendaten    | Personendaten                              |
| ---------------- | ------------------------------------------ |
| NAME             | Naevius Felix, Marcus                      |
| ALTERNATIVNAMEN  | Felix, Marcus Naevius                      |
| KURZBESCHREIBUNG | antiker römischer Toreut                   |
| GEBURTSDATUM     | 1. Jahrhundert v. Chr. oder 1. Jahrhundert |
| STERBEDATUM      | 1. Jahrhundert oder 2. Jahrhundert         |